# Каролина Легницко-Бжегская
Каролина Легницко-Бжегская (2 декабря 1652, Бжег — 24 декабря 1707, Вроцлав) — принцесса Легницкая и Бжегская, последний представитель династии Силезских Пястов.

## Молодость
Каролина родилась 2 декабря 1652 года в Бжеге. Старшая дочь князя Кристиана Бжегского (1618—1672) и принцессы Луизы Ангальт-Дессау (1631—1680). Её дали необычное имя, которое никогда не давали другим членам династии Пястов. Каролина была крещена 1 января 1653 года. Её крестным отцом должен был стать старший член семьи, князь Георг Рудольф Легницкий, но он был тяжело болен в момент её рождения. Он скончался тринадцать дней спустя, 14 января, поэтому его заменил во время церемонии её дядя, князь Людвик IV Легницкий.
В течение её ранних лет Каролина была свидетелем правления своего отца. В 1653 году после смерти князя Георга Рудольфа Легницкого её дяди Георг III и Людвик IV, а также её отец Кристиан унаследовали Легницкое княжество. В 1654 году братья решили разделить между собой Легницко-Бжегское княжество. Кристиан (отец Каролины) получил во владение беднейшие районы княжества, Волув и Олаву. Но в 1664 году после смерти своего старшего брата, князя Георга III Бжегского, Кристиан объединил под своей единоличной властью Легницко-Бжегское княжество.
Кристиан и его жена воспитывали свою дочь в кальвинистской вере. 29 сентября 1660 года княгиня Луиза Ангальт-Дессау родила сына и наследника, Георга Вильгельма (1660—1675). Из четырех детей, родившихся у родителей Каролины, только она и Георг Вильгельм пережили младенчество.

## Брак
Князь Кристиан Легницкий и Бжегский скончался 28 февраля 1672 года. Ему наследовал его единственный выживший сын Георг Вильгельм, который до 1675 года находился под регентством своей матери Луизы. Несколько месяцев спустя Каролина тайно вышла замуж за герцога Фридриха Шлезвиг-Гольштейн-Зонденбург-Визенбургского (1652—1724). Он был потомком по отцовской линии короля Дании Кристиана III (1503—1559). Жених происходил из католической семьи и служил в императорской армии в звании полковника кирасирского полка. Вероятно, Каролина познакомилась с Фридрихом при содействии иезуитов, которые находились в окружении её матери. Движимая любовью, а не династическими соображениями, она приняла римско-католическую веру. 4 июля 1672 года Каролина и Фридрих тайно поженились, а через год, 3 мая 1673 года, состоялась их официальная свадьба. 12 января 1674 года у супругов родился их единственный ребенок Леопольд (1674—1744). Однако брак оказался неудачным и с согласия императора Леопольда I Габсбурга в августе 1680 года они были формально разведены. Леопольд был разлучен с матерью и остался под опекой отца.

## Последние годы
21 ноября 1675 года скончался 15-летний князь Георг Вильгельм Легницкий (1660—1675), последний мужской представитель Силезских Пястов, не оставив наследников. Каролина попыталась заявить о своих претензиях на власть в Легницко-Бжегском княжестве. Но император Священной Римской империи Леопольд I, несмотря на то, что Каролина была католичкой, воспротивился её стремлению. 14 сентября 1680 года по императорскому указу Каролина стала получать годовую пенсию в размере 6 000 талеров пожизненно (позднее эта сумма была увеличена на 4 000 талеров).
Каролина обосновалась в доме князей Легницких во Вроцлаве. Она жила в одиночестве, ведя благочестивую жизнь и занимаясь благотворительностью. Первоначально появились проекты, чтобы выдать ее замуж за принца Якуба Людвика Собеского, который получил во владение от императора Олавское княжество, однако именно из-за возражений императора до свадьбы дело не дошло.

## Смерть
Каролина скончалась 24 декабря 1707 года во Вроцлаве. Её сердце было помещено в серебряную урну в местной церкви Святой Клары (в часовне Святой Ядвиги), а её тело было захоронено в монастыре Тшебница. Это произошло против желания её матери, которая до своей смерти в 1680 году подготовила для дочери место в Мавзолее князей Легницких.

## Наследие
Герцог Леопольд Шлезвиг-Гольштейн-Зондербург-Визенбург, единственный сын Каролины, в 1724 году после смерти своего отца унаследовал герцогский титул. Он был женат на принцессе Марии Елизавете (8 мая 1683 — 4 мая 1744), старшей дочери Ханса-Адама I, князя Лихтенштейна. У супругов было пять дочерей:
- Терезия Мария Анна (19 декабря 1713 — 14 июля 1745), которая в 1735 году вышла замуж за Иоганна Алоиса I, князя Эттинген-Эттинген-Шпильберга (1707—1780). Одна из ее внучек, графиня Мария Элеонора Кауниц-Ритберг (1775—1825), была первой женой Клеменс Венцеля, князя фон Меттерниха
- Элеонора (18 декабря 1715 — 18 апреля 1760), которая в 1731 году вышла замуж за Джузеппе Гонзага, последнего герцога Гвасталлы (1690—1746).
- Мария Габриэла Фелиситас (22 октября 1716 — 13 июня 1798), которая в 1735 году вышла замуж за князя Карла Фридриха Фюрстенберга-Мескирха (1714—1744)
- Мария Шарлотта Антония (12 февраля 1718 — 4 июня 1765), которая в 1736 году вышла замуж за князя Карла Томаса Левенштайн-Вертхайм-Розенберга (1714—1789). Ее единственная дочь Леопольдина (1739—1765), была прямым предком дома Гогенлоэ-Вальденбург-Шиллингсфюрст.
- Мария Антония Ядвига (17 января 1721 — 26 марта 1735).